# Hermann Hoth

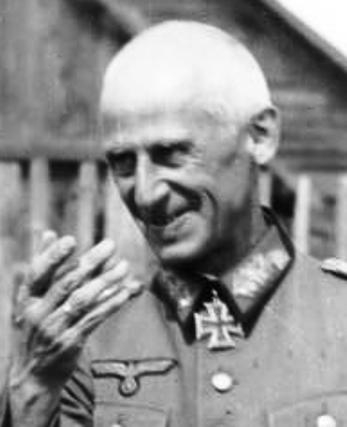
Hermann Hoth (1941)

Hermann Hoth (* 12. April 1885 in Neuruppin, Provinz Brandenburg; † 25. Januar 1971 in Goslar) war ein deutscher Heeresoffizier (seit 1940 Generaloberst), der in der Königlich Preußischen Armee, in der Reichswehr und in der Wehrmacht diente. Während des Zweiten Weltkrieges war er als Befehlshaber von Großverbänden des Heeres auf verschiedenen Kriegsschauplätzen eingesetzt. Nach dem Krieg wurde er wegen seiner Beteiligung an Kriegsverbrechen im Prozess Oberkommando der Wehrmacht angeklagt und zu 15 Jahren Haft verurteilt.

## Leben

### Kaiserreich und Erster Weltkrieg
Als Sohn eines Sanitätsoffiziers trat Hoth 1896 in das Preußische Kadettenkorps in Potsdam ein und begann 1904 seinen Dienst beim Heer als Fähnrich im 4. Thüringischen Infanterie-Regiment Nr. 72 in Torgau. Nach dem Besuch der Kriegsschule Danzig wurde er Anfang 1905 zum Leutnant befördert. Ab 1907 diente er als Bataillonsadjutant in seinem Regiment und wurde 1910 für drei Jahre zur Preußischen Kriegsakademie in Berlin kommandiert. Im April 1914 kam er im Range eines Oberleutnants zum Großen Generalstab.
Bei Ausbruch des Ersten Weltkrieges wurde er dem Generalstab der 8. Armee in Ostpreußen zugeteilt und dort im November 1914 zum Hauptmann befördert. Zuvor hatte er am 20. September das Eiserne Kreuz zweiter Klasse erhalten. 1915 diente er einige Monate als Dritter Generalstabsoffizier (Ic) im Generalstab der 10. Armee. Am 2. August 1915 erhielt er das Eiserne Kreuz erster Klasse. Nach Einsätzen als Bataillonskommandeur und Chef einer Feldflieger-Abteilung diente er von Herbst 1916 bis Sommer 1918 im Stab des Kommandierenden Generals der Luftstreitkräfte. Am 16. August 1918 wurde er mit dem Ritterkreuz des Königlichen Hausordens von Hohenzollern mit Schwertern ausgezeichnet. Bei Kriegsende 1918 war er Erster Generalstabsoffizier (Ia) der 30. Infanterie-Division.

### Weimarer Republik
Nach dem Ersten Weltkrieg wurde er in die vorläufige Reichswehr übernommen und diente anfangs als Kompaniechef, ab 1921 in der Organisationsabteilung (T 2) des Truppenamtes. 1923 wurde er zum Ersten Generalstabsoffizier im Stab des Infanterieführers II in Stettin ernannt und hier 1924 zum Major befördert. 1925 kehrte er ins Reichswehrministerium zurück, wo er als Referent in der Heeres-Ausbildungsabteilung (T 4) verwendet wurde. Ab Januar 1929 diente er als Kommandeur des I. Bataillons des 4. (Preußischen) Infanterie-Regiments in Stargard und wurde dort im Februar 1929 zum Oberstleutnant befördert. Im November 1930 wurde er in den Stab des Gruppenkommandos 1 in Berlin versetzt und kehrte 1932 als Kommandeur des 17. Infanterie-Regiments (Braunschweig) in den Truppendienst zurück. Im Oktober 1933 wechselte er zum Wehrgaukommando Lübeck und wurde dort am 1. Februar 1934 zum Standortkommandanten ernannt.

### Zeit des Nationalsozialismus

#### Vorkriegszeit
Am 1. Oktober 1934 wurde er unter gleichzeitiger Beförderung zum Generalmajor zum Infanterieführer III in Liegnitz ernannt und bildete hier bis zum 1. Oktober 1935 die 18. Infanterie-Division. Am 1. Oktober 1936 erfolgte die Beförderung zum Generalleutnant. Am 1. Oktober 1938 wurde er mit der Aufstellung des XV. Armeekorps (mot.) in Jena beauftragt, dem die bis dahin drei leichten Divisionen des Heeres unterstellt wurden. Rückwirkend zum 1. November 1938 wurde er hier zum General der Infanterie befördert.

#### Zweiter Weltkrieg

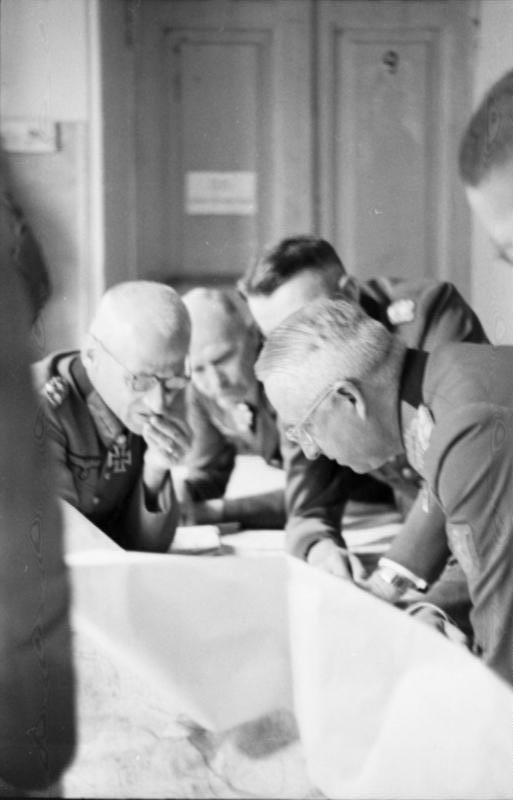
Generaloberst Hoth mit Generalfeldmarschall Erich von Manstein bei einer Besprechung zum Unternehmen Zitadelle, Juni 1943

Als das Deutsche Reich mit dem Überfall auf Polen am 1. September 1939 den Zweiten Weltkrieg begann, unterstand Hoths XV. Armeekorps (mot.) der 10. Armee. Am 27. Oktober 1939 wurde ihm das Ritterkreuz des Eisernen Kreuzes verliehen.
Mit der 10. Armee nahm er im Mai und Juni 1940 auch am Frankreich-Feldzug teil. Ihm gelang es, bei Dinant die Maas zu überqueren. Für seine Verdienste beim Frankreich-Feldzug wurde er am 19. Juli 1940 zum Generaloberst befördert.
Der Stab seines XV. Armeekorps wurde am 16. November 1940 in Panzergruppe 3 umbenannt; Hoth blieb ihr Kommandeur. Am 30. März 1941 nahm Hoth in der Neuen Reichskanzlei an einem Vortrag Adolf Hitlers vor den Kommandeuren der Großverbände von Heer, Luftwaffe und Marine, ab Armeekommando, teil, welche das Unternehmen Barbarossa durchführen sollten. Hitler erläuterte dabei seine Vorstellung für den Vernichtungskampf gegen die Sowjetunion und den Bolschewismus. Hoth fertigte dabei handschriftliche Notizen an, welche in den Akten der Panzergruppe 3 archiviert wurden und eine wichtige Quelle zu diesem Vortrag sind, wobei Hitler den vorgesehenen Vernichtungskrieg darlegte. Nur über die Ermordung der Juden wurde dabei nicht gesprochen.
Am 28. Juni 1941 eroberte Hoth mit seiner Panzergruppe beim Unternehmen Barbarossa die Stadt Minsk und am 9. Juli 1941 Wizebsk, wofür er am 17. Juli das Eichenlaub zum Ritterkreuz erhielt.
Am 5. Oktober 1941 wurde er zum Oberbefehlshaber der 17. Armee ernannt. Diese nahm im Mai 1942 unter seiner Führung an der Schlacht bei Charkow teil. Hoth vertrat die Auffassung, dass der „Ostfeldzug anders zu Ende geführt werden [müsse] als z. B. der Krieg gegen die Franzosen“ und gehörte zu jenen Offizieren, die den berüchtigten Kommissarbefehl und den Reichenau-Erlass umsetzten und weitergaben. Am 17. November 1941 forderte er seine Soldaten auf,

„kein Mitleid oder Weichheit gegenüber der Bevölkerung zu zeigen, keine Sorglosigkeit und Gutmütigkeit gegenüber Partisanen, dafür aber Herrentum und NS-Weltanschauung, gesunde Gefühle des Hasses und der Überlegenheit sowie Verständnis für die erbarmungslose Ausrottung von Kommunisten und Juden.“

Hoth gehörte zu den Generälen, die in ihren Befehlen ihre Übereinstimmung mit den Massenmorden der Einsatzgruppen im rückwärtigen Gebiet zum Ausdruck brachten und an ihrer Zustimmung zur „Ausrottung“ der jüdischen Bevölkerung keinen Zweifel ließen:

„Die Notwendigkeit harter Maßnahmen gegen volks- und artfremde Elemente muss gerade von den Soldaten verstanden werden. Diese Kreise sind die geistigen Stützen des Bolschewismus, die Zuträger seiner Mordorganisation, die Helfer der Partisanen. Es ist die gleiche jüdische Menschenklasse, die auch unserem Vaterlande durch ihr volk- und kulturfeindliches Wirken so viel geschadet hat, heute in der ganzen Welt deutschfdl. Strömungen fördert und Träger der Rache sein will. Ihre Ausrottung ist ein Gebot der Selbsterhaltung.“

Sein letztes Truppenkommando erhielt Hoth am 1. Juni 1942, als er die Nachfolge von Generaloberst Richard Ruoff als Oberbefehlshaber der 4. Panzerarmee antrat. Vom 12. bis zum 23. Dezember 1942 versuchte er mit der an Truppenstärke erheblich reduzierten 4. Panzerarmee (Gruppe Hoth) vergeblich, die 6. Armee in Stalingrad unter General Friedrich Paulus zu entsetzen (Unternehmen Wintergewitter). Vom Sommer bis zum Herbst 1943 hielt Hoths 4. Panzerarmee die strategisch wichtige Dneprlinie, was ihm am 15. September die Schwerter zum Eichenlaub einbrachte. Im Herbst 1943 wurde Hoths Frontlinie in der Ukraine von der Roten Armee durchbrochen, so dass die Stadt Kiew verloren ging (Schlacht am Dnepr). Am 10. Dezember wurde Hoth deswegen von Hitler seines Kommandos enthoben. Im April 1945 wurde er als Befehlshaber Saale, dann Befehlshaber Erzgebirge reaktiviert und blieb unter dem Armee-Oberkommando 7 bis Kriegsende.

### Nachkriegszeit
Im Prozess Oberkommando der Wehrmacht, dem letzten der Nürnberger Prozesse, wurde Hoth wegen Kriegsverbrechen und Verbrechen gegen die Menschlichkeit zu 15 Jahren Haft wegen der Weitergabe des Kommissarbefehls und besonders brutalem Vorgehen gegen die Zivilbevölkerung verurteilt. Vom Vorwurf des Verbrechens gegen den Frieden und Planung eines Angriffskrieges wurde er freigesprochen. Sein Verteidiger war Heinz Müller-Torgow. Die Strafe verbüßte er im amerikanischen Kriegsverbrechergefängnis Landsberg. 1954 wurde er amnestiert und vorzeitig aus der Haft entlassen.

## Schriften
- Panzer-Operationen: Die Panzergruppe 3 und der operative Gedanke der deutschen Führung, Sommer 1941. Kurt Vowinckel Verlag, Heidelberg 1956